# Casa de Pilatos

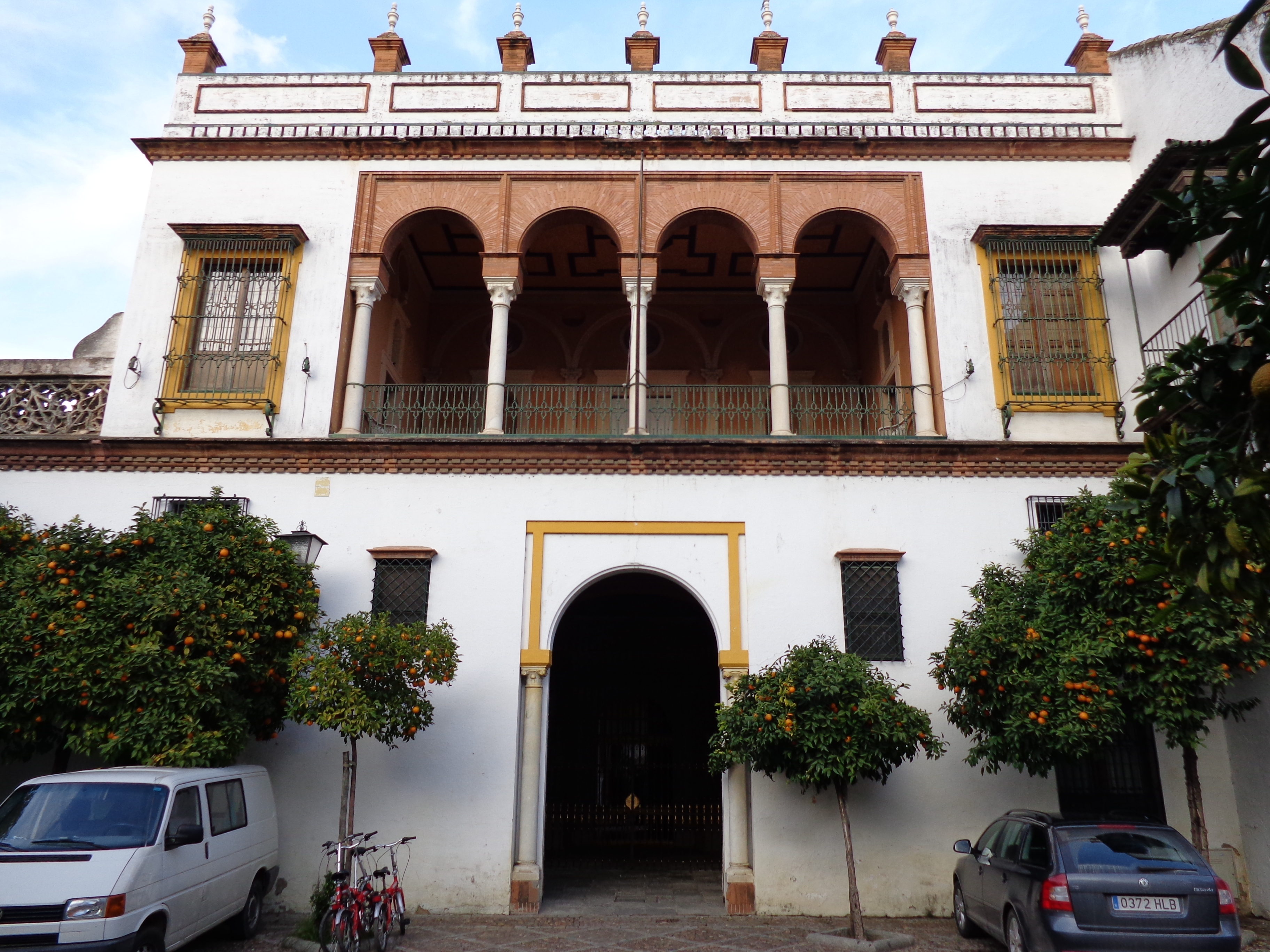
Exterior de la Casa de Pilatos

La Casa de Pilatos és un palau situat a la ciutat de Sevilla. L'edifici és una combinació dels estils del Renaixement italià i del mudèjar andalús. És considerat el prototipus de palau andalús i, en l'actualitat, és la seu de la Casa de Medinaceli.
L'any 1483, per iniciativa de Pedro Enríquez de Quiñones, Adelantat Major d'Andalusia, i de la seva esposa, Catalina de Ribera i de Mendoza, fundadors de la Casa d'Alcalá de los Gazules, s'inicià la construcció del Palau dels Adelantats Majors d'Andalusia. L'obra fou aixecada al centre de Sevilla en diferents solars que havien estat expropiats per la Inquisició.
La prematura mort de Pedro Enríquez de Quiñones provocà que la seva esposa Catalina de Ribera i de Mendoza s'encarregués ràpidament de les obres inicials de la Casa. A la seva mort, foren els seus fills, Fadrique Enríquez de Ribera, qui fou primer marquès de Tarifa, i, el seu net, Per Afán de Ribera i Portocarrero, qui fou primer duc d'Alcalá de los Gazules, acabaren la Casa. Les influències renaixentistes de la Casa es degueren al viatge que el marquès de Tarifa feu a Terra Santa i a Itàlia entre els anys 1518 i 1520 i les nombroses obres d'art que conté la Casa es deuen als anys en què el duc fou virrei a Nàpols.
El nom de la casa prové d'un via crucis que s'inicià a Sevilla l'any 1520. Al principi, es començà a celebrar a l'interior de la Capella de la mateixa Casa, pocs anys després, la gran afluència de peregrins ocasionà que s'hagués de traslladar a l'exterior i es fes la primera estació davant de la porta principal de la Casa de Pilatos. D'aquí prengué el nom el palau que fins llavors era conegut com la Casa dels Adelantats Majors d'Andalusia. És monument històric nacional des del 1931.